# Gjuro Carnelutti
Gjuro Carnelutti (također: Đuro Carnelutti) (Gemona, Furlanija, 1. rujna 1854. – Zagreb, 7. siječnja 1928.), zagrebački arhitekt i graditelj.
Izučio je zidarski zanat u Udinama. U Zagreb se doselio 1879. godine i osnovao građevinsko poduzeće. Najznačajnija ostvarenja ostavio je u Donjem gradu gdje je projektirao niz zgrada u duhu monumentalnog historicizma. Njegove se građevine odlikuju bogatim pročeljima s elementima neorenesanse i neobaroka. Ističu se zgrade na Trgu kralja Tomislava 3, 5, 9, 10 i 16 te na Marulićevu trgu 10, 11, 12, 13, 14. Tako se može reći da je Carnelutti zaslužan za čitave vizure ovih gradskih trgova. U Nazorovoj ulici sagradio je vilu obitelji Čubelić i ljetnikovac Koenig. Poslije 1900. g. posvetio se secesijskom oblikovanju.
Važan je i njegov doprinos izgradnji središta Koprivnice, gdje je podignuo više javnih zgrada i privatnih 
kuća, unoseći u provincijsku izgradnju mjerilo gradske arhitekture. Ondje je projektirao kuću Malančec (1902., Esterova 12), kuću Andrašić (1906., Esterova 7))[a kuća Jelić?], ljekarnu K orlu (1902.), potom zgradu Kotarske oblasti (1893., Nemčićeva 5), Gradsku štedionicu (1904.), Tvornički kompleks Danica (1907.) i Realnu gimnaziju (1908.). U Karlovcu je sagradio znamenito kazalište Zorin dom (1892.)

## Vanjske poveznice
- Carnelutti Đuro Hrvatska tehnička enciklopedija, portal hrvatske tehničke baštine. LZMK